# Брум, Джейкоб
Джейкоб Брум (англ. Jacob Broom, 17 октября 1752 — 25 апреля 1810) — американский предприниматель и политик из округа Нью-Касл (штат Делавэр). Делегат Конституционного конвента в 1787 году, Конвента Аннаполиса в 1786 году, член сената Делавэра. Отец конгрессмена Джеймса М. Брума и дед конгрессмена Джейкоба Брума.

## Семья
Джейкоб Брум родился 17 октября 1752 года в штате Делавэр. Его отец, Джеймс Брум, был кузнецом, который позже стал зажиточным фермером, мать — Эстер Уиллис, квакерша. В 1773 году он женился на Рэйчел Пирс, от которой имел восемь детей.

## Образование и карьера
Получив среднее образование в Старом училище Уилмингтона, он поочерёдно был фермером, топографом и картографом, судовладельцем, торговцем недвижимостью и привозными товарами. Даже в молодости Брум привлекал большое внимание преуспевающей деловой общины Уилмингтона; такое выдающееся положение дало толчок его политической карьере. Он занимал ряд местных государственных должностей, таких как районный судебный заседатель, президент городских «уличных регулировщиков» (группа, которая отвечала за улицы, водные и сточные системы, мировой суд) округа Нью-Касл. В 1776 году в возрасте 24 лет он стал вице-мэром Уилмингтона и избирался на эту должность шесть раз подряд. Также 4 раза был мэром города. Он никогда не проигрывал выборы.
Хотя пацифистское влияние его друзей-квакеров и родственников удерживало его от участия в революции, Брум, несомненно, был патриотом, который сделал вклад в дело независимости. Например, он предложил свои умения как картографа в диспозиции Континентальной армии и составлял подробные карты региона для генерала Вашингтона незадолго до битвы при Брендивайне. Политический кругозор Брума расширился после того, как его община выдвинула его представителем штата в Конвенте Аннаполиса.

## Конституционный конвент
Несмотря на его недостаточное участие в национальной политике до Конституционного конвента, Брум был преданным сторонником сильной централизованной власти. Когда Джордж Вашингтон посетил Уилмингтон в 1783 году, Брум убеждал его «своим советом и влиянием содействовать той гармонии и объединению наших зародышевых органов власти, которые столь важны для пожизненной установки нашей свободы, счастья и благополучия».
С такими убеждениями Брум приехал в Филадельфию, где он постоянно голосовал за меры, которые обеспечат значительное реагирование правительства на нужды штатов. Он поддерживал девятилетний срок полномочий для членов Сената, в котором поровну должны быть представлены все штаты. Он хотел, чтобы законодательные собрания штатов оплачивали своих представителей в Конгрессе, который, в свою очередь, должен был иметь полномочия накладывать вето на законопроекты штатов. Он также стремился наделить законодательные собрания штатов правом избирать членов коллегии выборщиков, а также выступал за пожизненный срок президентского правления. Брум исправно посещал все заседания Филадельфийского конвента и несколько раз выступал с речами по вопросам, которые считал критическими. Уильям Пирс, делегат от штата Джорджия, описал его как «простого хорошего человека, с некоторыми способностями, но ничего показного, молчаливый прилюдно, но бодрый и общительный с глазу на глаз».

## Поздние годы
После Конвента Брум вернулся в Уилмингтон, где в 1795 году построил дом возле Брендивайн-Крик на окраине города. Основное внимание Брум уделял местному самоуправлению. В дополнение к его обязанностям в муниципалитете Уилмингтона он стал первым городским начальником почтового отделения (1790—1792 годы).
Много лет он председательствовал в совете директоров уилмингтонского Банка Делавэра. Также он руководил хлопчатобумажной фабрикой и магазином оборудования, который производил и ремонтировал оборудование фабрики. В 1802 году он продал Дю Понту своё хлопковое хозяйство, которое позже стало центром мануфактурной империи Дю Понт. Также Брум участвовал в неудачном проекте по добыче бурого железняка, позже заинтересовался местными усовершенствованиями: платными дорогами, каналами и мостами.
Брум находил время и для филантропической и религиозной деятельности. Его длительные отношения со Старым училищем привели к его вовлечению в реорганизацию училища в Уилмингтонский колледж; также Брум стал членом первого попечительского совета колледжа.
Брум умер в 1810 году во время деловой командировки в Филадельфии и был похоронен на кладбище Крайст-Черч.
В 1974 году его дом вблизи Брендивайна стал национальной исторической достопримечательностью.